# Microceris
Microceris là một chi bướm ngày thuộc họ Bướm nâu.